# Akhmed Aibuev
Akhmet Aibuev (né le 12 février 1991 à Grozny, en Tchétchénie, Russie) est un lutteur libre français.
Il remporte en catégorie des moins de 86 kg la médaille d'argent lors des Jeux méditerranéens de 2018 et la médaille de bronze aux Jeux méditerranéens de 2022.
Son club est le Bagnolet CBL (93).

En 2024, il joue le rôle d'un combattant de MMA (nommé Arif Mamaïev) dans la série de Franck Gastambide La Cage. 